# The Modern Dance
The Modern Dance  es el primer álbum de estudio y álbum debut de la banda estadounidense de rock. Pere Ubu. Se le considera uno de los clásicos del post-punk en la escena de la música underground de la década de 1970 y al día de hoy se le considera una obra olvidada de culto.
Se le considera un álbum que en un futuro puede considerarse como olvidado e incluso extinto al igual que la mayoría de álbumes de estudio de Pere Ubu.
La revista NME consideró a The Modern Dance en el lugar 11 de los mejores álbumes de música de 1978 y la revista Fact consideró a The Modern Dance en el lugar 31 de los mejores álbumes de música de la década de 1970.

## Sonido
El sonido de The Modern Dance muchas veces se le ha considerado difícil de categorizar, pero en el álbum podemos escuchar la voz de David Thomas en un estilo falsete.
La mayoría del álbum se caracteriza por tener sonidos del rock and roll (como se ha dicho y caracterizado expresionista), post-punk, y en su mayoría el rock experimental que esta más enfocado en el grupo.

## Lista de canciones
Todas las canciones escritas y compuestas por Pere Ubu. 
| The Modern Dance |                       |          |  |
| N.º              | Título                | Duración |  |
| 1.               | «Non-Alignment Pact»  | 03:18    |  |
| 2.               | «The Modern Dance»    | 03:28    |  |
| 3.               | «Laughing»            | 04:35    |  |
| 4.               | «Street Waves»        | 03:04    |  |
| 5.               | «Chinese Radiation»   | 03:27    |  |
| 6.               | «Life Stinks»         | 01:52    |  |
| 7.               | «Real World»          | 03:59    |  |
| 8.               | «Over My Head»        | 03:48    |  |
| 9.               | «Sentimental Journey» | 06:05    |  |
| 10.              | «Humor Me»            | 02:44    |  |
| 36:20            |                       |          |  |

Los sencillos fueron escritos por David Thomas, Tom Herman, Allen Ravenstine, Tony Maimone y Scott Krauss.

## Personal
- David Thomas - vocal, oboe pícolo, percusión
- Tom Herman - guitarra, vocal de apoyo, producción
- Allen Ravenstine - EML (Electronic Music Laboratories), sintetizadores analógicos versiones 101 y 200, saxofón, cintas, producción
- Tony Maimone - bajo, piano, vocal de apoyo, producción
- Scott Krauss - batería, producción

### Personal adicional
- S. W. Taylor - diseño de arte y portada
- Ken Hamann - ingeniería, producción
- Mike Bishop - ingeniería adicional y de asistencia
- Paul Hamann - ingeniería adicional y de asistencia
- Mik Mellen - diseño y arte